# Israel Epstein
Œuvres principales
- The People's War in China
- The Unfinished revolution in China
- From Opium War to Liberation
- Tibet Transformed
- Woman in World History: Soong Ching Ling
- I Visit Yan'an
- My China Eye: Memoirs of a Jew and a Journalist

Israel Epstein (né le 20 avril 1915 à Varsovie, Pologne et mort le 26 mai, 2005 à Pékin, en Chine, nom chinois : 伊斯雷尔•爱泼斯坦, Pinyin: Yīsīléi'ěr Àipōsītǎn) est un journaliste et écrivain d’origine polonaise naturalisé chinois. Il fut l’un des rares citoyens chinois nés à l’étranger et d'origine non chinoise à devenir membre du Parti communiste chinois.

## Enfance et éducation
Israel Epstein naît le 20 avril 1915 dans une famille juive à Varsovie (actuelle capitale de la Pologne), qui est à l’époque sous le contrôle de l’Empire russe. Son père, Lasar Epstein, est incarcéré par les autorités de la Russie tsariste pour avoir organisé une révolte ouvrière tandis que sa mère est exilée pendant une courte période en Sibérie. Après le déclenchement de la Première Guerre mondiale, son père est envoyé par l'Union générale des travailleurs juifs (le Bund) en Asie. Lorsque l'armée allemande arrive aux abords de Varsovie, sa mère et lui, à peine âgé de deux ans, s'enfuient et rejoignent Lasar en Asie. Ils s'installent à Tientsin en 1920 après avoir séjourné pendant trois ans à Harbin,.

## Journalisme

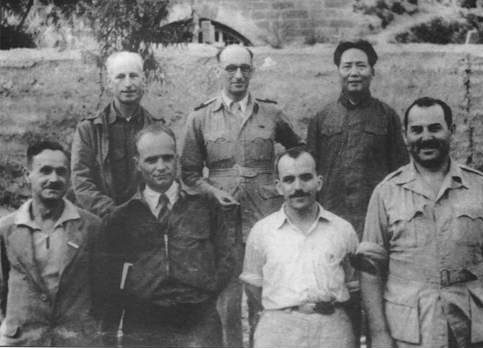
Epstein (sur le devant, second à droite), à Yan'an en 1944, reçu par Mao Zedong (à l'arrière, premier à droite) avec d'autres journalistes étrangers.

Lorsque les Japonais envahissent la Chine en 1937, les Epstein embarquent à bord d'un bateau pour les États-Unis mais leur fils, qui, dès l’âge de 15 ans, a commencé à travailler pour le Beijing-Tianjin Times, journal anglophone dont le siège était à Beijing, reste sur place et couvre la guerre à Guangzhou pour l’agence UPI ainsi que pour l’agence Allied Labor News (sise à New York),. Il collabore aussi au New York Times. Il se rend en tant que correspondant de guerre dans la province du Shaanxi dans le nord-ouest du pays et dans les bases révolutionnaires du Shanxi-Suiyuan dans le nord-est. Il s’entretient avec Mao Zedong, Zhou Enlai et d’autres dirigeants du parti communiste chinois. Ses reportages rendent compte de la lutte des Chinois pour l’indépendance et la libération de leur pays.
En 1939, le jeune Epstein adhère à la Ligue de défense de la Chine, un organisme ayant pour but de faire connaître à l'étranger la cause de ce pays et qui a été créé par Soong Qinling, veuve de Sun Yat-Sen, le premier président de la Chine post-impériale, et sœur de Song Meiling, plus connue sous le nom de Madame Chiang Kai-Shek. Israel Epstein, devenu grand admirateur de Soong Qingling, en  rédigera la première biographie en 1993).
En 1941, un entrefilet du New York Times rapporte la nouvelle de sa mort mais il s’agit d’une feinte de sa part pour détourner l’attention des Japonais qui sont à sa recherche.
Au début des années 1940, il divorce d’avec sa première épouse, Edith Bihovsky Epstein.
Pendant la Seconde Guerre mondiale, son père coordonne la distribution des secours aux réfugiés juifs européens à Shanghai.
La Seconde Guerre mondiale terminée, Epstein va s'établir aux États-Unis avec sa seconde épouse, Elsa Fairfax-Cholmeley, la fille d'un nobliau du Yorkshire influencé par les idées sociales de William Morris. Israel et Elsa se sont rencontrés en Chine et bien qu'elle soit de 10 ans son aînée, ils forment tous deux un couple vivant en harmonie (elle s'implique fortement dans le travail de son mari). 
Ils retournent en Chine à l'invitation de Soong Qingling en 1951 pour participer à la fondation de China Reconstructs, ou La Chine en construction en français. Elsa l'accompagnera dans son travail en Chine jusqu'à sa mort en 1984. Elle travaillera comme correctrice et professeur d'anglais pour la revue. 
Auparavant sans nationalité, Epstein devient citoyen chinois en 1957 (avec l'aval du premier ministre chinois Zhou Enlai) et membre du Parti communiste chinois en 1964.

## La revueLa Chine en construction
En 1951, la vice-présidente de l'époque, Soong Ching-ling en personne, l'invite à revenir en Chine pour prendre la tête de la rédaction de la revue La Chine en construction (rebaptisée par  la suite La Chine au présent). C'est lui et Elsa qui impriment manuellement la première édition en anglais à Shanghaï en 1952, puis apparaissent les versions française, allemande, russe, arabe et portugaise. La revue devient très prisée parmi les cercles communistes et maoïstes car très au courant de l'actualité chinoise. Elle est aujourd'hui une revue généraliste présentant la Chine sous tous ses aspects. Epstein reste le rédacteur en chef de La Chine au présent jusqu'en 1985, où il devient, à l'âge de 70 ans, rédacteur en chef honoraire.

## Voyages dans la région autonome du Tibet
En 1955, il se rend pour la première fois dans la région autonome du Tibet, le voyage en bus et en camion depuis le Sichuan prend une semaine. Il y retourne en 1965 puis en 1976 et, s'appuyant sur ses trois séjours, publie le livre Tibet Transformed en 1983. En 1985, à l’âge de 70 ans, il se rend une quatrième fois au Tibet, à l’occasion du 20e anniversaire de la fondation de la région autonome. Dans les dernières années de sa vie, il souhaite y retourner une dernière fois mais par le train. Malheureusement la ligne Qinghai-Tibet n’entre en service qu’après sa mort.

## La Révolution culturelle
Au début de la révolution culturelle, Israel Epstein met beaucoup d'espoirs dans le mouvement. Il est d'ailleurs l'un des premiers étrangers après Anna Strong à prêter allégeance totale aux idées de Mao et rédige même un dazibao dans lequel il demande que les privilèges octroyés aux experts étrangers à l'époque soient annulés et qu'ils puissent, comme les Chinois, participer au mouvement révolutionnaire. 
En 1968, lors de la révolution culturelle, comme beaucoup d'étrangers en Chine à l'époque, après avoir pris part aux factions de Gardes rouges au début de la révolution culturelle, il est emprisonné et maintenu en isolement cellulaire dans la prison d'État de Qincheng, dans le nord de Pékin. Sa femme y est également emprisonnée. 
Cet emprisonnement est certainement dû à l'influence du groupe de Gardes rouges étrangers dont il fait partie : le groupe de combat Norman Bethune de Yan'an. Le magazine La Chine en construction tombe aux mains des révolutionnaires. Le motif d'emprisonnement officiel est qu'il est un espion international. 
Il est libéré en 1973, reçoit des excuses de Zhou Enlai et voit ses droits restaurés. À sa sortie de prison, il déclare ne craindre qu’une chose : devoir quitter la Chine.
En 1983, il est élu membre de la Conférence consultative politique du peuple chinois.
En tant qu’ancien journaliste, Epstein continua à se préoccuper du développement des médias chinois en langue étrangère, dont China Daily.

## Hommages
Au cours de son existence, Israel Epstein a rencontré Zhou Enlai, Mao Zedong, Deng Xiaoping, Jiang Zemin et Hu Jintao.
Deng Xiaoping assista à la cérémonie de son départ à la retraite en 1985. Le 17 avril 2005 Hu Jintao lui rendit visite, le remerciant de tout ce qu’il avait apporté à la Chine.

## Funérailles
Ses cendres reposent au cimetière des révolutionnaires de Babaoshan, dans le quartier de Shijingshan à Pékin, où eut lieu, le 3 juin 2005, un service funèbre en présence de nombreuses personnalités dont le président Hu Jintao, le premier ministre Wen Jiabao, ainsi que Jia Qinglin et Li Changchun, membres du Comité permanent du bureau politique du parti communiste chinois.
Israel Epstein laisse derrière lui sa troisième épouse, Mme Huang Huanbi, et ses deux enfants, et deux enfants adoptés lors de son second mariage avec Elsa Fairfax-Cholmeley (morte en 1984),.

## Critiques
Pour Jamyang Norbu, un écrivain tibétain en exil et partisan de l'indépendance du Tibet, Israel Epstein relaye la propagande de la République populaire de Chine.
Le professeur John Powers, de l'Université nationale australienne, affirme qu'Israel Epstein, dont il compare les écrits à ceux d’A. Tom Grunfeld, avalise avec enthousiasme la version chinoise des événements et utilise le même langage que les écrivains chinois pour décrire les conditions au Tibet d'avant les années 1950.

## Ouvrages et articles publiés
- The People's War. [An Account of the War in China to the Fall of Hankow], V. Gollancz, 1939, 384 p.
- The Unfinished Revolution in China, Little, Brown and Company, 1947, 442 p.
- (en collaboration avec Julian R. Friedman) Notes on Labor Problems in Nationalist China, International Secretariat, Institute of Pacific Relations, 1949, 159 p.
- From Opium War to Liberation, New World Press, Pékin, 1956, 146 p.(traduit du chinois)
- Democracy in China, Far East Reporter, 1956, 7 p.
- (en collaboration avec Elsie Fairfax-Cholmeley) Laos in the Mirror of Geneva, 1961, 37 p.
- en collaboration avec Felix Greene, Rewi Alley, China facts for American readers: correcting popular tales, 1962, 16 p.
- Tibet Transformed, New World Press, Pékin, 1983, 563 p,  (ISBN 0-8351-1087-7) (traduit du chinois)
- Refuting Western Media About Tibet: Background Facts from History, Maud Russell, 1984, 48 p. (origine : Far East Reporter)
- History Says Tibet Is Part of China, Beijing Review, No 43, 1987, p. 19
- Woman in World History: Life and Times of Soong Ching Ling, New World Press, Beijing, 1993, 323 p.  (ISBN 7-80005-161-7) (traduit du chinois)
- My China Eye: Memoirs of a Jew and a Journalist, Long River Press, 2005, 358 p.  (ISBN 1-59265-042-2)
- History Should Not be Forgotten, 五洲传播出版社, 2005, 286 p.